# Salto Grande (chute d'eau)
Pour les articles homonymes, voir Salto Grande.

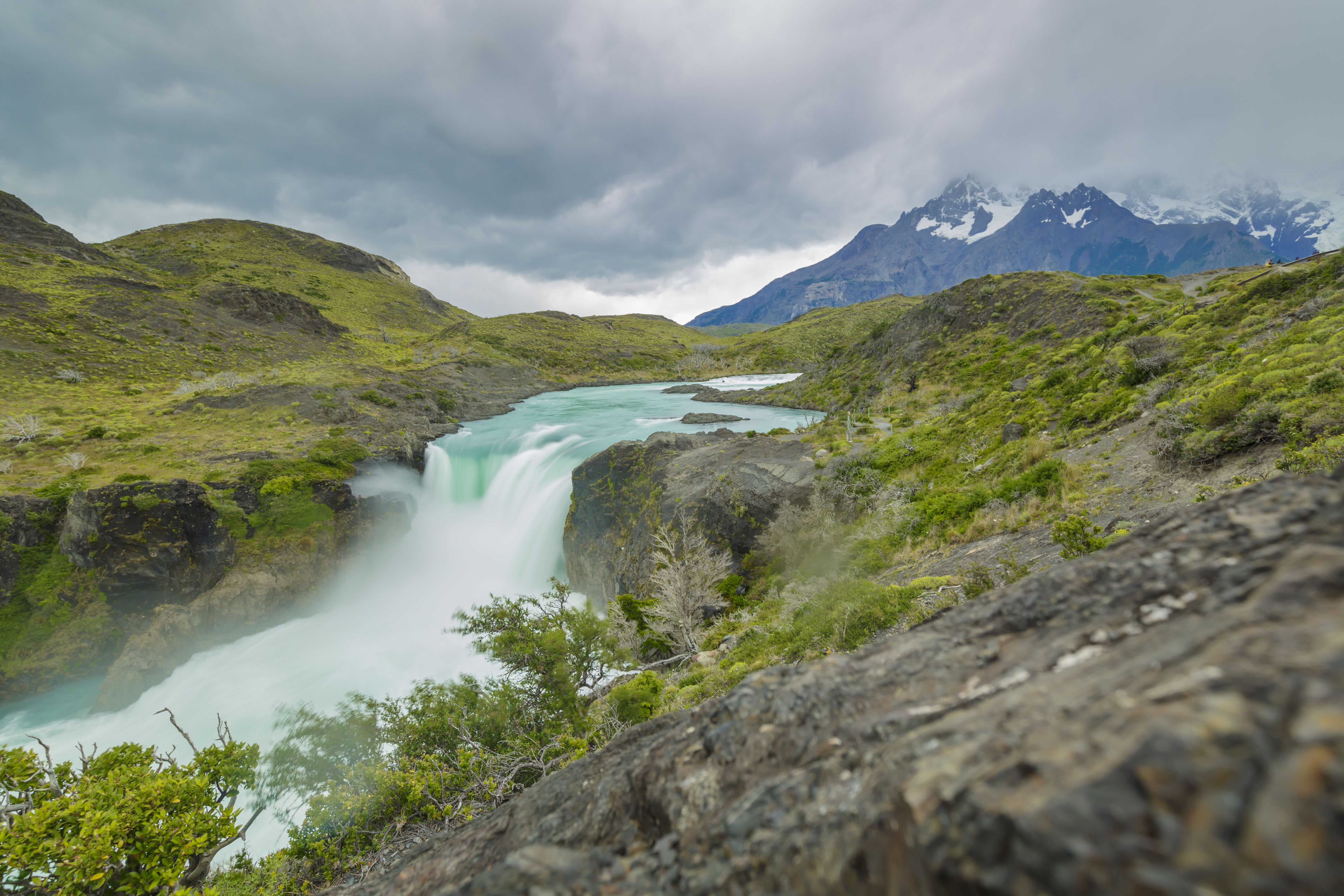
Vue de Salto Grande. Janvier 2017.

Le Salto Grande est une chute d'eau située sur le río Paine, après le lac Nordenskjöld. Elle est située à l'intérieur du parc national Torres del Paine au sud du Chili. Dans les environs de Salto Grande, il est possible d'observer une variété de flore indigène ainsi que certaines espèces animales à l'état sauvage, parmi lesquelles des guanaco.

Salto Grande est située entre le lac Nordenskjöld et le lac Pehoé. Il ne figure pas sur cette carte du parc national Torres del Paine.